# Niels Lützen
Niels Aagaard Lützen (10. april 1826 i Vesterborg – 20. september 1890 i København) var en dansk maler.

## Karriere
Hans forældre var gårdejer og exam.jur. Hans Erhard Saabye Lützen (1801-1873) og Frederikke Christiane Møller (1802 - 24. september 1890). Han kom 1842 i malerlære i København og begyndte på samme tid at gå på Kunstakademiet, hvor han 1851 blev elev af modelskolen. I 1846-47 gjorde han en rejse til Tyskland som dekorationsmaler og opholdt sig navnlig i Dresden. Det var først efter denne rejse, at han lagde sig efter figur- og dyrmaleriet under J.L. Lunds vejledning. Samtidig arbejdede han i Krigsministeriet for at fortjene sit ophold, indtil han kunne underholde sig som kunstner. I årene 1850 til 1854 udstillede han næsten udelukkende portrætter, dels tegnede eller malede i oliefarve, dels miniaturmalerier. Efter den tid kastede han sig med forkærlighed over landskabs- og dyrmaleriet; men malede også altertavler til landsbykirker. Foruden enkelte mindre rejser for egen regning var han i 1867 i Paris med understøttelse af Den Reiersenske Fond, for at se verdensudstillingen der, og i 1873 ved wienerudstillingen. 
Familien Lützen var i flere generationer tilknyttet godset Pederstrup og familien Reventlow, men dette var ikke nok til at sikre Lützens tilværelse. Lützen kunne i 1870'erne i svigtende grad leve af sin kunst, og derfor lagde han sig i sine senere år efter konserveringsfaget og fik i 1877 en offentlig understøttelse for i München at sætte sig ind i den nyere fremgangsmåde ved restaureringen af malerier. Han udstillede sidste gang 1880. Han døde den 20. september 1890.
Lützen blev gift 15. september 1864 med Fanny Haraldine Hortensia Kanneworff (26. maj 1829 i København - 26. august 1906 sammesteds), datter af silke- og klædehandler, premierløjtnant Lars Jørgensen Kanneworff (1790-1859) og Cathrine Magdalene født Scheitel (1800-1839). Han er begravet på Holmens Kirkegård.

## Værker
- Guldsmed Clausen (miniature, udstillet 1851)
- Justermester Johansen (som forannævnte)
- Møllebrand på Christianshavn 1852, nat (1852, Københavns Museum)
- Vinhandler Tottenberg (miniature, udstillet 1852)
- Skrædder Zierau (udstillet 1852)
- Christian Ditlev lensgreve Reventlow (1854)
- Haven ved Øllingsøe (udstillet 1858)
- Parti fra Pederstrup (efter 1860, Reventlow-Museet Pederstrup)
- En gammel vandmølle, Rügenwalde (1862, tidligere i Johan Hansens samling)
- Kastelgraven ved Langelinie. Midt Langeliniepavillonen fra 1884 (ca. 1890, Københavns Museum)
- Christianssæde (Reventlow-Museet Pederstrup)
- Kopi efter fem af Albert von den Eeckhouts indianermotiver fra Etnografisk Samling, Nationalmuseet (Inst. hist., Rio de Janeiro)
- Kopi af Niels Rademachers portræt af S.A. Fjelstrup
- Tegning af C.A. Kølle (1854)
- Tegning af Valdemar Schiøtt (1854)

Altertavler:
- Kristus og den samaritanske kvinde (1864, Horreby Kirke)
- Kristus og den samaritanske kvinde ved brønden (fra 1864, Nordlunde Kirke)

Desuden repræsenteret på Øregaard Museum